# Ерік (мінісеріал)
Ерік (англ. Eric) — британський психологічний трилер, мінісеріал 2024 року, створений для потокового сервісу Netflix. У ньому знявся Бенедикт Камбербетч у ролі збентеженого ляльковода, чий маленький син зник безвісти в Нью-Йорку 1980-х років. Сценарій написала Ебі Морган, режисер Люсі Форбс і продюсер Холлі Пуллінджер. Серіал вийшов 30 травня 2024 року.

## Синопсис
У Нью-Йорку 1980-х років Вінсент — ляльковод у нещасливому шлюбі, чий дев'ятирічний син Едгар зник безвісти. Усе більш нестабільна поведінка Вінсента віддаляє його від друзів, родини та колег. Після проблем із зловживанням психоактивними речовинами Вінсент переконується, що він може возз'єднатися з Едгаром за допомогою його семифутової маріонетки Еріка.

## Акторський склад
| Актор                | Роль                           |
| -------------------- | ------------------------------ |
| Бенедикт Камбербетч  | Вінсент Андерсон і голос Еріка |
| Іван Морріс Гов      | Едгар Андерсон                 |
| Гебі Гоффманн        | Кессі Андерсон                 |
| Мак-Кінлі Белчер III | Майкл Ледрой                   |
| Роберта Коліндрез    | Ронні                          |
| Джефф Гефнер         | Річард Костелло                |
| Вейд Ален-Маркус     | Алекс Гатор                    |
| Марк Гілліс          | Вільям Елліот                  |
| Ден Фоґлер           | Ленні Вілсон                   |
| Хлоя Клодель         | Елліс                          |
| Девід Денман         | Кріпп                          |
| Адеперо Одує         | Сесіль Рошель                  |
| Джон Доумен          | Роберт Андерсон                |

## Епізоди
| № серії | Назва серії | Режисер(и) | Сценарист(и) | Оригінальна дата виходу |
| --- | ----------- | ---------- | ------------ | ----------------------- |
| 1 | «Епізод 1»  | Люсі Форбс | Ебі Морган   | 30 травня 2024          |
| У 1985 році нью-йоркський ляльковод Вінсент Андерсон, творець багаторічного дитячого телесеріалу «Доброго дня, сонечко!» і його команда стикаються з тиском з боку своєї мережі, щоб розширити привабливість шоу, представивши нових персонажів. Дев'ятирічний син Вінсента, Едгар, пропонує створити нового персонажа — великого синього монстра на ім'я Ерік, але Вінсент відкидає цю ідею. Одного вечора Вінсент і його дружина Кессі почали палку суперечку, яку чув Едгар, а наступного ранку Вінсент дозволив йому пройти кілька кварталів до школи одному. На роботу Вінсент приходить з порізом на лобі та ігнорує численні телефонні дзвінки від Кессі, щоб, повернувшись додому, дізнатись, що Едгар так і не прийшов до школи, і його неможливо знайти. Детектив NYPD Майкл Ледрой береться за справу, а санітарний працівник виявляє закривавлену футболку з надписом «Добрий день, сонечко!», що належить Едгару. Ледрой розслідує в нічному клубі «The Lux», який знаходиться по дорозі Едгара до школи. Під час візиту Ледрой бачить, як двоє віце-копів, Кеннеді та Ноукс, б'ють молодого чоловіка у туалеті, та чує, як Кеннеді попереджає Ноукса про когось чи щось, що він називає «Номер 8». Коли Ледрой слухає секретний запис, який він зробив у «The Lux», він чує голос молодого хлопчика. Вінсент, збентежений, випиває. Він починає зосереджуватися на Едгарових малюнках Еріка. Наступного ранку він починає уявляти, що там Ерік, і закликає його знайти Едгара. Тим часом на вулиці бачать червону куртку Едгара. |             |            |              |                         |
| 2 | «Епізод 2»  | Люсі Форбс | Ебі Морган   | 30 травня 2024          |
| Вінсент і Кессі публічно звертаються з проханням надати інформацію про Едгара. Розслідування Ледрой приводить його до керівника багатоквартирного будинку Джорджа Ловетта, якого багато років тому ув'язнили за сексуальні злочини за участю неповнолітньої. Ледрой знаходить у квартирі Ловетта докази того, що Едгар проводив там час. Однак під час допиту Ловетт пояснює, що Едгар часто залишався з ним, коли його батьки сварилися. Роздаючи листівки про зниклих людей, Кессі бачить бездомну жінку, одягнену в червону куртку, схожу на ту, що була в Едгара. Вінсент несподівано повертається на роботу та пропонує Еріка його босу Ленні, який переконує керівників своєї мережі розглянути пропозицію Вінсента на майбутній зустрічі. Ледрой повертається до «The Lux», виявляючи, що син кухонної робітниці був тією дитиною, чий голос він почув на своєму записі. Переглядаючи записи камер відеоспостереження з блоку квартири Андерсонів, він виявляє, що Вінсент покинув будівлю незабаром після Едгара, що суттєво відрізняється від розповіді про події, яку Вінсент розповів йому раніше. Вінсент береться за створення макета маріонетки Еріка, весь час страждаючи від уявного Еріка, який водночас заохочує його до реалізації цієї ідеї та застерігає від ворожнечі до інших у своєму житті. |             |            |              |                         |
| 3 | «Епізод 3»  | Люсі Форбс | Ебі Морган   | 30 травня 2024          |
| Ловетта звільняють і з нього знімають усі звинувачення, а Ледрой знову зосереджує своє розслідування на Вінсенті, який посилено готується представити Еріка мережі. Під час допиту в поліцейській дільниці Вінсент розповідає, що того ранку він слідував за Едгаром з їхньої будівлі в провулок, де між ними виникла конфронтація, в результаті якої він розірвав футболку Едгара, а потім використав її, щоб витерти свою кров з рани, яку він отримав у цьому інциденті. Запис камер відеоспостереження неподалік підтверджує його розповідь про те, що сталося, і Вінсента звільняють. Кессі зустрічається і співчуває Сесіль, матері іншого зниклого хлопчика, Марлона Рошеля, який зник рік тому. Вінсент робить успішну презентацію для мережі, але пізніше один із керівників каже Ленні, що вони хочуть взяти персонажа Еріка, а також звільнити Вінсента, мотивуючи це його легковажною поведінкою. Сесіль переконує Ледрой відновити пошуки Марлона в рамках його розслідування, незважаючи на відсутність доказів його місцезнаходження, попри велике розчарування його начальника. У наметовому містечку бездомних під метро Едгара показаним живим і утримуваним в полоні. |             |            |              |                         |
| 4 | «Епізод 4»  | Люсі Форбс | Ебі Морган   | 30 травня 2024          |
| Коли Ленні повідомляє, що мережа звільнила його, Вінсент відповідає лютою тирадою про нелояльність Ленні. Пізніше він йде до елегантного ресторану, щоб конфронтувати з Джеррі, керівником мережі, але з'являється батько Вінсента, Роберт, багатий забудовник, який виганяє Вінсента геть із закладу. Роберт обіцяє підтримувати Вінсента за умови, що той піде на реабілітацію. Коли Вінсент повертається додому, Кессі, перш ніж вимагати від нього виїхати, розповідає, що вагітна іншою дитиною, чий батько є благодійним працівником, з яким Кессі має роман. У наметовому містечку бездомних показано, що Едгар там, тому що він стежив за бездомним Юсуфом, який часто буває в його районі. Едгар зізнається, що зробив це, тому що йому було цікаво, як виглядає графіті чоловіка. Ледрой розпитує санітарного працівника про те, як знайшли закривавлену футболку Едгара, — інцидент, який зафіксувала камера відеоспостереження по сусідству. Ледрой спустошений, дізнавшись, що його партнер Вільям Елліот помер від СНІДу. Вінсент залишається з Ловеттом після того, як покидає Кессі, і просить показати Едгарові малюнки їхнього району. Після огляду Вінсент розуміє, що малюнки насправді є картою, яка, на його думку, приведе його до Едгара. Ледрой, виявивши, що Ленні одного разу був заарештований у клубі, який відвідували молоді чоловіки-шахраї, запитує Ленні про Едгара та Марлона, і Ленні називає йому ім'я Рікардо, молодого чоловіка, який, можливо, був одним із останніх, хто бачив Марлона.               |             |            |              |                         |
| 5 | «Епізод 5»  | Люсі Форбс | Ебі Морган   | 30 травня 2024          |
| Кессі отримує дзвінок від Юусуфа, який повідомляє місце зустрічі та вимагає виплатити йому 25 000 доларів грошової винагороди, яку запропонували батьки Вінсента за повернення Едгара. Ледрой слідує наводці Ленні щодо Рікардо, який розповідає, що він обмінявся баскетбольними формами з Марлоном у той день, коли він зник, і, крім того, що його футболка, у якій тоді був одягнений Марлон, була під номером 8. Ледрой також підозрює, що і Рікардо, і Марлон часто відвідували «The Lux». Він просить власника клубу Алекса Гатора знайти записи з камер відеоспостереження клубу того дня, як зник Марлон. Тим часом Вінсент розлютився, побачивши в мережі інтерпретацію Еріка, коли новий персонаж був представлений під час благодійного заходу. Карта Едгара веде Вінсента до метро і, зрештою, до наметвого містечка бездомних, де утримують Едгара, але обидва не підозрюють про присутність один одного. Батьки Вінсента приводять Ледроя, коли Кессі просить у них винагороду, щоб заплатити людині, яка стверджує, що має Едгара. Перш ніж можна буде здійснити обмін, мерія посилає поліцейських, щоб очистити наметове містечко. Юсуф дозволяє знайомій дівчині на ім'я Рая поспішно вивести Едгара на поверхню. Вінсент ненадовго помічає Едгара в хаосі, що виникає. Піднімаючись на поверхню, Едгар послизається і тягне за собою Раю; обидвоє падають у бурхливу воду водопропускної труби внизу. |             |            |              |                         |
| 6 | «Епізод 6»  | Люсі Форбс | Ебі Морган   | 30 травня 2024          |
| Масове виселення безхатьків із метро дає зворотний ефект, коли люди по всьому місту починають протестувати проти жорстокої поведінки поліції. Гатор передає Ледрою зниклий запис Марлона, який показує, що віце-коп Ноукс жорстоко побив його після того, як його виявили за клубом під час орального сексу із заступником мера Річардом Костелло. Потім тіло Марлона було утилізовано санітарною бригадою, яка працювала на зятя Костелло. Вінсент, який втратив свідомість під час поліцейського рейду на наметове місечко бездомних, приходить і дізнається від Юусуфа, що він піклувався про Едгара, який втік від рейду через водопропускну трубу. Незважаючи на заперечення свого начальника, Ледрой наказує затримати Нокеса, Костелло, його зятя та санітарну бригаду. Більшість чоловіків відмовляються говорити, але Костелло і санітарний працівник Міша, охоплені почуттям провини, зізнаються в тому, що сталося з Марлоном. Вінсент і Едгар окремо вибираються на поверхню. Вінсент викрадає костюм Еріка зі студії. Він потрапляє на акцію протесту в Центральному парку в цьому костюмі та палко звертається до Едгара, який бачить це по телевізору. Вінсент і Едгар радісно возз'єднуються в своєму районі. Кілька місяців потому Вінсент, який тепер розлучився з Кессі та зараз одужує, знову приєднався до шоу, тепер граючи Еріка. Едгар приходить до студії в рамках свого регулярного візиту з Вінсентом, і вони розділяють момент, коли на них дивиться уявний Ерік.                                                  |             |            |              |                         |

## Виробництво

### Розробка
Netflix замовив виробництво шестисерійного серіалу у листопаді 2021 року у компаній «Little Chick» і «Sister».
Сценарій написала Ебі Морган, режисером та виконавчим продюсером стала Люсі Форбс. Холлі Пуллінджер буде продюсувати серіал, а Камбербетч буде виконувати роль виконавчого продюсера. Джейн Фезерстоун і Люсі Дайк із «Sister» також є виконавчими продюсерами, а Морган є виконавчим продюсером через «Little Chick».

### Кастинг
У лютому 2023 року стало відомо, що до акторського складу до Камбербетча приєднаються Гебі Гоффманн, Мак-Кінлі Белчер III, Ден Фоґлер, Кларк Пітерс, Іван Морріс Хау, Фібі Ніколлс, Девід Денман, Бамар Кейн, Адеперо Одує, Алексіс Молнар і Роберта Коліндрез. Камбербетч грав подвійну роль, озвучуючи маріонетку Еріка, в тому числі в сценах, де Ерік «існує» сам по собі. Пізніше того ж місяця до акторського складу приєдналися Джефф Хефнер і Вейд Аллен-Маркус.

### Зйомки
Основні зйомки розпочалися на початку 2023 року, серед місць зйомок були Будапешт і Нью-Йорк. ЗМІ сфотографували Камбербетча на вулиці в окулярах і темно-зеленому плащі.

## Реліз
Серіал вийшов на Netflix 30 травня 2024 року.
31 травня 2024 року на потокових платформах було випущено альбом із саундтреками із оригінальною музикою із серіалу, автором якої є Кіфус Сіансія. Крім того, пісня «Good Day Sunshine», написана Тімом Мінчіном, була випущена для стрімінгу того ж дня.

## Сприйняття
На веб-сайті агрегатора рецензій Rotten Tomatoes 71 % із 70 відгуків критиків є позитивними із середньою оцінкою 6,3/10. Консенсус веб-сайту гласить: «Надзвичайно тривожний, незважаючи на свій зовнішній пухнастий вигляд, Ерік — це збочена суміш жанрів, який може не повністю мати сформулюваними всі свої ідеї, але пропонує божевільний запій, що запам'ятовується». Metacritic, який використовує середньозважене значення, призначив фільму 61 бал зі 100 на основі 31 критика, що вказує на «загалом схвальні» рецензії.